# 龍見寺 (八王子市)
龍見寺（りゅうけんじ）は、東京都八王子市にある曹洞宗の寺院。

## 歴史
1062年（康平5年）、横山経兼の開基である。経兼は平安時代の武士団「横山党」の一員で、前九年の役で帰還する途中、湯殿山より大日如来を勧請して、寺を創建した。
平成期より、造園家星進の指導の下に境内の整備が行われた。これにより、景観が良くなったという。

## 文化財
- 木造大日如来（金剛界）坐像（東京都指定有形文化財 昭和37年3月31日指定）[3]

## 交通アクセス
- 狭間駅より徒歩20分。